# Sprycjan i Fantazjusz

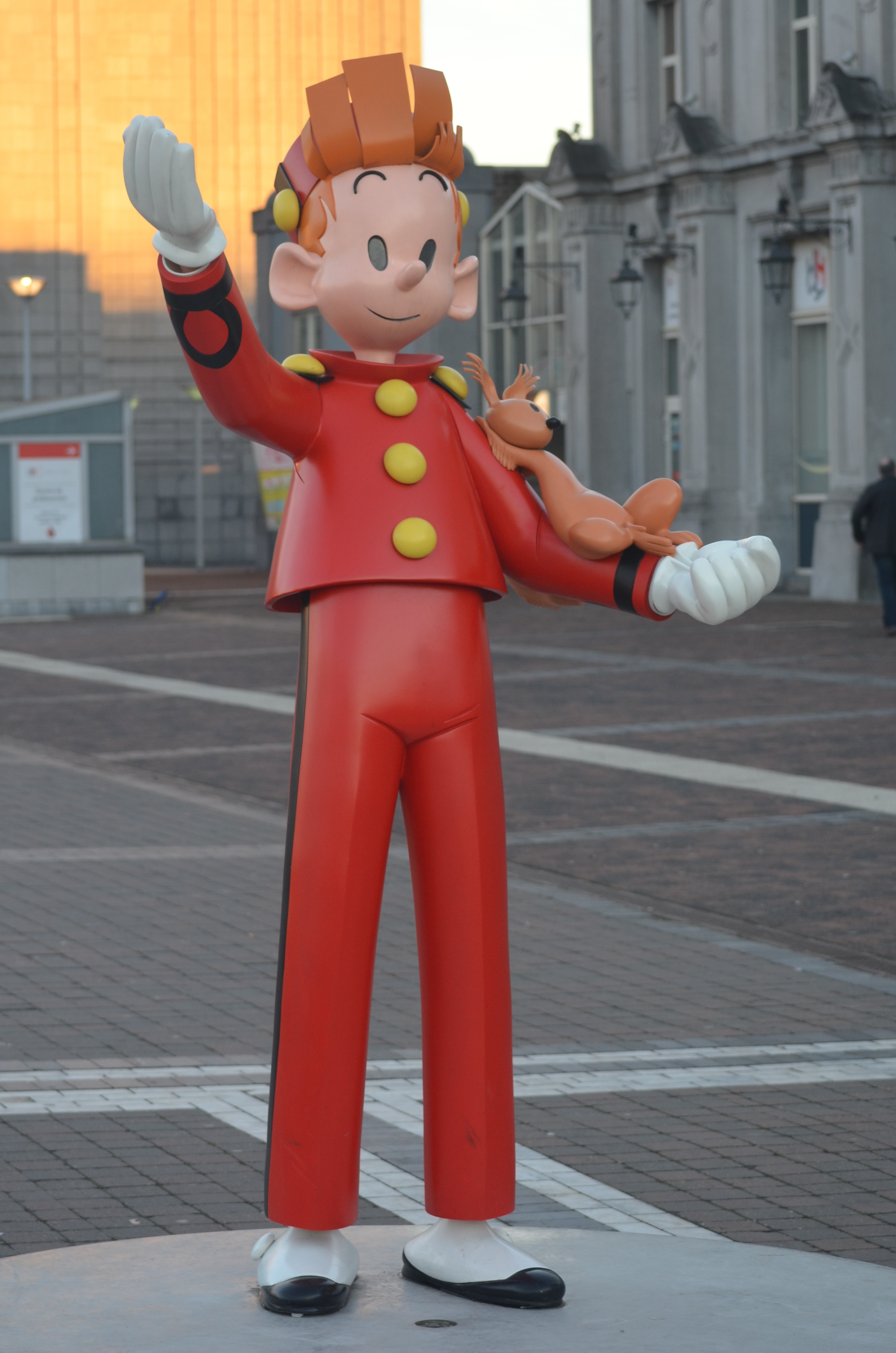
Charleroi (Belgia) – Spirou i Spip witają podróżnych na esplanadzie dworca kolejowego Charleroi-South

Sprycjan i Fantazjusz (tytuł oryginału: Spirou et Fantasio) – francusko-belgijska seria komiksowa stworzona w 1938 przez Roberta Veltera na potrzeby czasopisma „Le Journal de Spirou” i ukazująca się do dziś zarówno na łamach czasopism, jak i w formie indywidualnych tomów nakładem wydawnictwa Dupuis. Po Velterze pracę nad komiksem kontynuowało wielu artystów.
Na polskim rynku seria zadebiutowała w 1998, gdy 39. tom serii, Sprycjan i Fantazjusz w Nowym Jorku, opublikował w odcinkach miesięcznik „Świat Komiksu” wydawany przez Egmont Polska. W 2016 serię zaczęła wydawać po polsku oficyna Taurus Media w pojedynczych albumach i niechronologicznie począwszy od tomu Australijska przygoda.

## Główne postacie
- Sprycjan (Spirou) – dociekliwy reporter z dużym poczuciem sprawiedliwości.
- Fantazjusz (Fantasio) – w polskiej wersji znany też jako Fantazjo; najlepszy przyjaciel i współlokator Sprycjana, ryzykant z gorącym temperamentem, czasem zrzędliwy.
- Spip – wiewiórka Sprycjana.
- Profesor Grzybek (pisownia alternatywna: Grzybeque) – dobry znajomy Sprycjana i Fantazja, naukowiec i wynalazca m.in. mikropulsatora i metalguma.
- Jessica – reporterka stale szukająca sensacji, dobra znajoma reporterów, nie darzona przez Fantazja zbytnią sympatią.
- Louis Lagal – wynalazca z małego, kolejowego miasteczka, twórca Cyjanidy.
- Cyjanida – zbuntowany android o ciele kobiety, stworzony przez Louisa Lagala, za wszelką cenę pragnący zniszczyć rasę ludzką i posiadający niebezpieczne zdolności kontrolowania prądu elektrycznego w swoim otoczeniu.
- Vito Cortizone – podupadły mafioso, który za wszelką cenę chce zdobyć wielkie pieniądze.
- Doktor Dean – lekarka-psychopatka, twórczyni mikstury zamieniającej dorosłych w dzieci, które następnie chce sprzedawać za granicą.

## Tomy
| Tom | Tytuł i rok wydania polskiego              | Tytuł i rok wydania oryginalnego              |
| --- | ------------------------------------------ | --------------------------------------------- |
| 1   |                                            | Quatre aventures de Spirou et Fantasio (1950) |
| 2   |                                            | Il y a un sorcier à Champignac (1951)         |
| 3   |                                            | Les Chapeaux noirs (1952)                     |
| 4   |                                            | Spirou et les héritiers (1952)                |
| 5   |                                            | Les voleurs du Marsupilami (1952)             |
| 6   |                                            | La corne de rhinocéros (1953)                 |
| 7   |                                            | Le dictateur et le champignon (1953)          |
| 8   |                                            | La mauvaise tête (1954)                       |
| 9   |                                            | Le repaire de la murène (1955)                |
| 10  |                                            | Les pirates du silence (1956)                 |
| 11  |                                            | Le gorille a bonne mine (1956)                |
| 12  |                                            | Le nid des marsupilamis (1957)                |
| 13  |                                            | Le voyageur du mésozoïque (1957)              |
| 14  |                                            | Le prisonnier du Bouddha (1959)               |
| 15  |                                            | Z comme Zorglub (1960)                        |
| 16  |                                            | L’ombre du Z (1960)                           |
| 17  |                                            | Spirou et les hommes-bulles (1959)            |
| 18  |                                            | QRN sur Bretzelburg (1963)                    |
| 19  |                                            | Panade à Champignac (1968)                    |
| 20  |                                            | Le faiseur d’or (1970)                        |
| 21  |                                            | Du glucose pour Noémie (1971)                 |
| 22  |                                            | L’abbaye truquée (1972)                       |
| 23  |                                            | Tora Torapa (1973)                            |
| 24  |                                            | Tembo Tabou (1958)                            |
| 25  |                                            | Le gri-gri du Niokolo-Koba (1974)             |
| 26  |                                            | Du cidre pour les étoiles (1977)              |
| 27  |                                            | L’Ankou (1978)                                |
| 28  |                                            | Kodo le tyran (1979)                          |
| 29  |                                            | Des haricots partout (1980)                   |
| 30  |                                            | La ceinture du grand froid (1983)             |
| 31  |                                            | La boîte noire (1983)                         |
| 32  |                                            | Les faiseurs du silence (1984)                |
| 33  |                                            | Virus (1984)                                  |
| 34  | Australijska przygoda (2016)               | Aventure en Australie (1985)                  |
| 35  |                                            | Qui arrêtera Cyanure? (1985)                  |
| 36  |                                            | L’horloger de la comète (1986)                |
| 37  |                                            | Le réveil du Z (1986)                         |
| 38  |                                            | La jeunesse de Spirou (1987)                  |
| 39  | Sprycjan i Fantazjusz w Nowym Jorku (1998) | Spirou à New-York (1987)                      |
| 40  |                                            | La frousse aux trousses (1988)                |
| 41  |                                            | La vallée des bannis (1989)                   |
| 42  | Sprycjan i Fantazjusz w Moskwie (2018)     | Spirou à Moscou (1990)                        |
| 43  |                                            | Vito la Déveine (1991)                        |
| 44  |                                            | Le rayon noir (1993)                          |
| 45  |                                            | Luna fatale (1995)                            |
| 46  |                                            | Machine qui rêve (1998)                       |
| 47  |                                            | Paris-sous-Seine (2004)                       |
| 48  |                                            | L’homme qui ne voulait pas mourir (2005)      |
| 49  |                                            | Spirou à Tokyo (2006)                         |
| 50  |                                            | Aux sources du Z (2008)                       |
| 51  |                                            | Alerte aux Zorkons (2010)                     |
| 52  |                                            | La face cachée du Z (2011)                    |
| 53  |                                            | Dans les griffes de la Vipère (2013)          |
| 54  |                                            | Le Groom de Sniper Alley (2014)               |
| 55  |                                            | La colère du Marsupilami (2016)               |

## Adaptacje
Na podstawie komiksu w latach 1993–1995 powstał serial animowany Sprycjan i Fantazjo, który doczekał się dwóch serii, oraz seria komiksowa Mały Sprytek, opowiadająca o dzieciństwie Sprycjana i Fantazjusza.